# Marina Georgieva
Marina Georgieva (bulgarisch Марина Георгиева, * 13. April 1997 in Melk) ist eine österreichische Fußballspielerin.

## Karriere
Die Abwehrspielerin begann ihre Karriere beim FK Hainburg, wurde an ASK Bruck/Leitha verliehen und wechselte im Jahre 2013 zum FSK St. Pölten, der gerade in die Bundesliga aufgestiegen war. Mit St. Pölten gewann Georgieva in den Jahren 2015 und 2016 jeweils die Meisterschaft und gewann darüber hinaus noch drei Mal den österreichischen Pokal. Nach der Eingliederung spielte Georgieva beim SKN St. Pölten weiter. Im Jänner 2017 wechselte sie zum 1. FFC Turbine Potsdam in die deutsche Bundesliga.
Georgieva nahm mit der österreichischen U-17-Nationalmannschaft an der Europameisterschaft 2014 in England und mit der U-19-Nationalmannschaft an der Europameisterschaft 2016 in der Slowakei teil. In beiden Wettbewerben schieden die Mannschaften jeweils in der Vorrunde aus. 
2017 stand Georgieva beim historischen Halbfinal-Einzug bei der Frauen EM 2017 im Kader der österreichischen Frauen-Nationalmannschaft, zu Einsatzminuten kam sie allerdings nicht.
Zur Saison 2018/19 wechselte Georgieva zum SC Sand. Kurz vor dem Start der Frauen EM 2022 gab sie ihren Abschied vom SC Sand bekannt. Bei der Endrunde in England kam sie in allen vier Partien zum Einsatz, beim Viertelfinal-Aus gegen Deutschland stand sie erstmals bei einer EURO in der Startelf. 
Im August 2022 unterschrieb Georgieva einen Zweijahresvertrag beim französischen Top-Verein Paris Saint-Germain.
Im Sommer 2023 unterschrieb sie einen Einjahresvertrag bei der AC Fiorentina.

## Erfolge
- Österreichischer Meister: 2015, 2016
- Österreichischer Pokalsieger: 2014, 2015, 2016